# Castello nuovo di Manzanares el Real

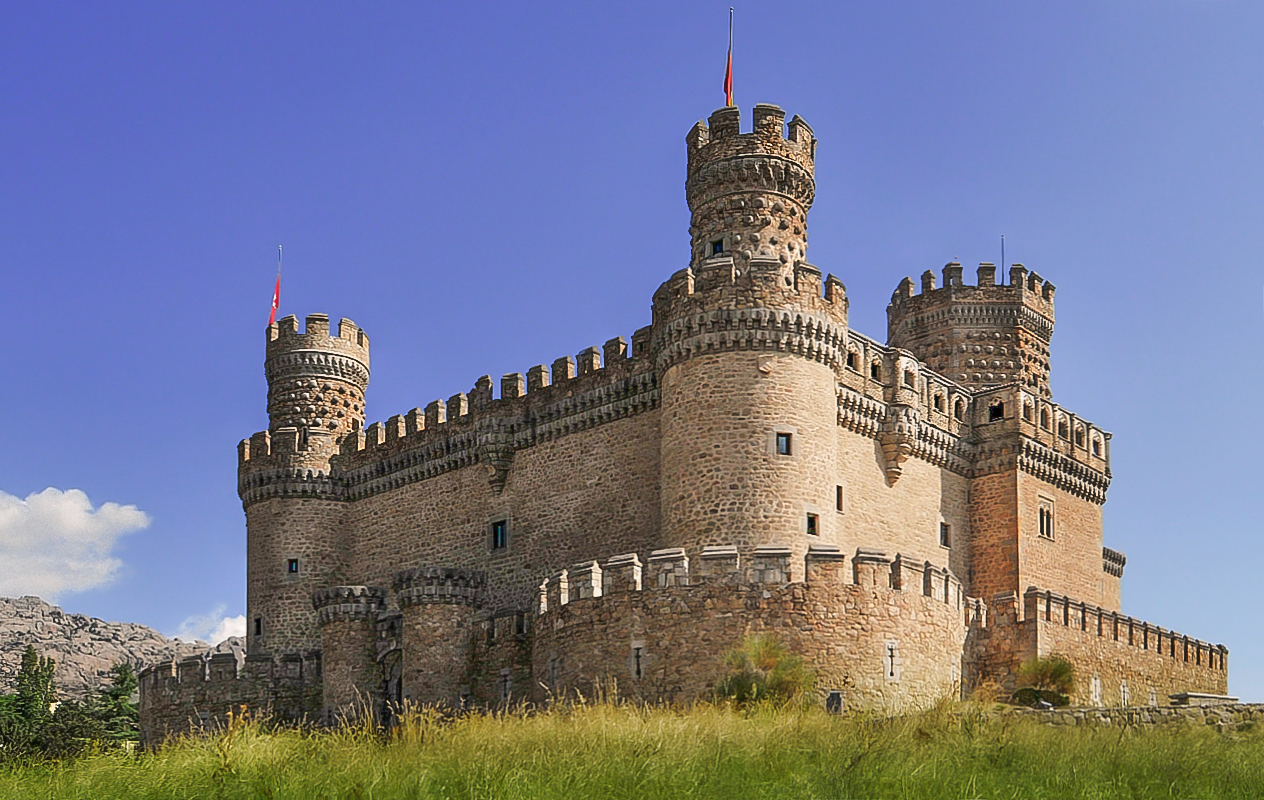
Vista dall'esterno del castello dei Mendoza con La Pedriza sullo sfondo.

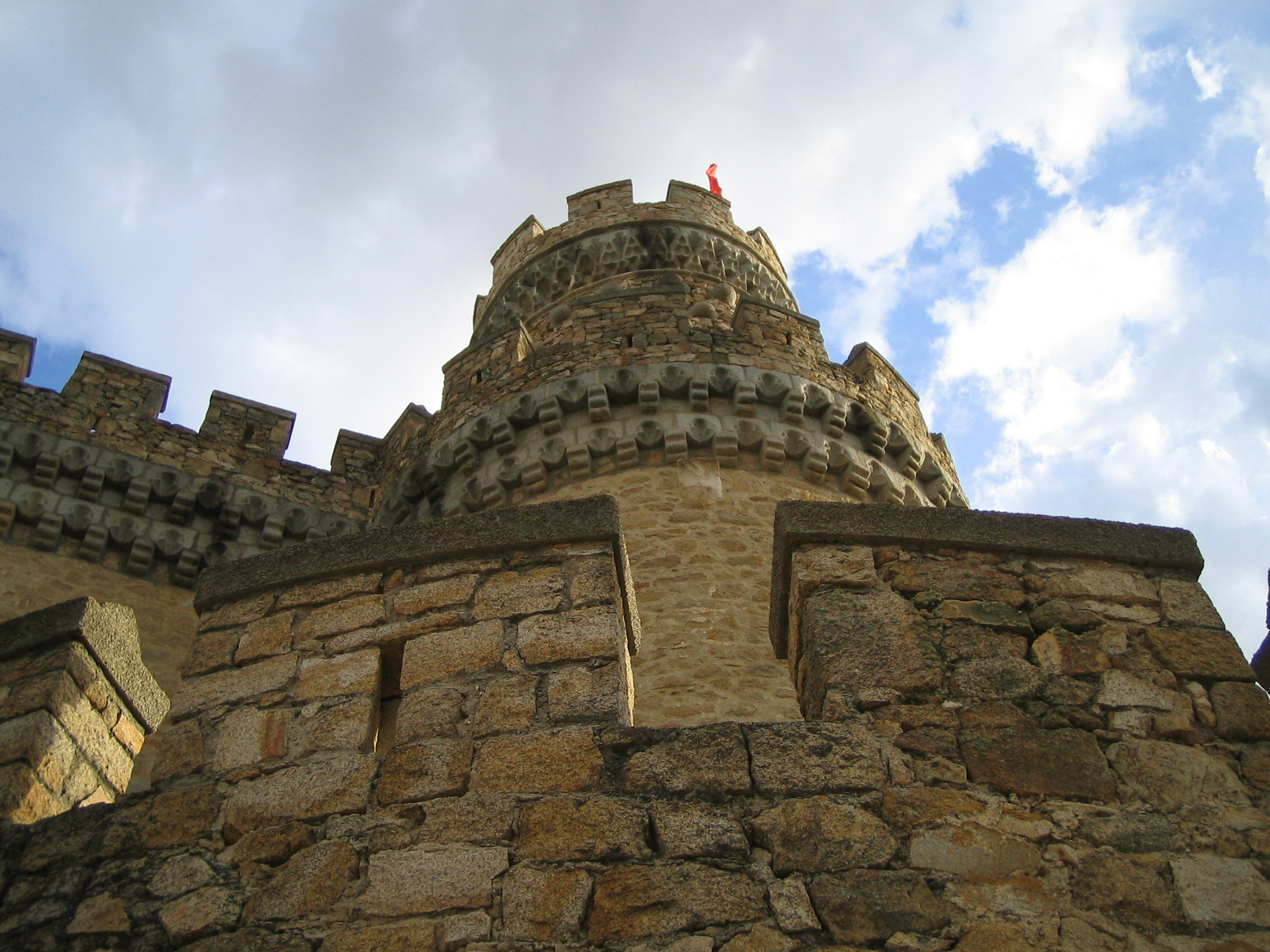
Particolare di una delle torri.

Il Castello nuovo di Manzanares el Real, conosciuto anche come Castello dei Mendoza, è un palazzo-fortezza eretto nel XV secolo nel comune di Manzanares el Real (Comunità di Madrid, Spagna), presso il lago di Santillana, ai piedi della Sierra de Guadarrama.
I lavori di costruzione iniziarono nel 1475 sopra una cappella romanica-mudejar e oggi è uno dei castelli meglio conservati della Comunità di Madrid. Fu costruito sulla riva del fiume Manzanarre, come palazzo residenziale della Casa de Mendoza, nelle vicinanze di una fortezza precedente, abbandonata una volta costruito il nuovo edificio.
Il castello ospita attualmente un museo sui castelli spagnoli e una collezione di arazzi. Fu dichiarato Monumento Histórico-Artístico nell'anno 1931. È proprietà del Ducato dell'Infantado, anche se l'amministrazione e l'uso sono gestiti dalla Comunità di Madrid.

## Storia
Le terre che circondano l'alto corso del fiume Manzanarre, molto ricche di pascoli e boschi, furono oggetto di frequenti dispute tra i differenti poteri nati dopo la Reconquista. Le Comunità di Villa y Tierra di Segovia e di Madrid furono protagoniste di diverse liti lungo tutto il XIII secolo, che furono risolti nel XIV secolo da parte del re Giovanni I di Castiglia che donò la comarca al suo maggiordomo, Pedro González de Mendoza.
Al figlio maggiore di costui, Diego Hurtado de Mendoza, ammiraglio maggiore di Castiglia, si attribuisce la costruzione di una prima fortezza, conosciuta oggi come il castello vecchio di Manzanares el Real, anche se è molto probabile che questo edificio avesse un'origine precedente. Nell'ultimo terzo del XV secolo, la Casa de Mendoza decise di costruire un nuovo castello-palazzo, di maggiori dimensioni e più lussuoso, in accordo con la notevole influenza politica e economica raggiunta da questa famiglia.
I lavori iniziarono nel 1475. Furono promossi da Diego Hurtado de Mendoza y Figueroa, primo duca dell'Infantado, che non poté vederne la conclusione. Fu suo figlio primogenito, Íñigo López de Mendoza, a completarle sotto la direzione dell'architetto Juan Guas, autore del Palazzo dell'Infantado di Guadalajara.
La funzione di residenza palatina con cui fu concepito durò appena un secolo. Con la morte nel 1566 di Íñigo López de Mendoza, quarto duca dell'Infantado, il castello rimase disabitato, dato che sorsero problemi economici e conflitti tra gli eredi della Casa de Mendoza.
Nel 1914 il Ducato dell'Infantado procedette ad un primo restauro. A questo si succedettero, negli anni 1960 e 1970, vari lavori di consolidamento, promossi dall'oggi soppresso Consiglio provinciale di Madrid. Alcuni elementi furono completamente ricostruiti, come per esempio le stanze e i corridoi dell'interno del corpo principale. Fu questo ente che decise di installare nelle sue dipendenze un museo dei castelli spagnoli, oltre ad una collezione di arazzi.
Nel 1982, il castello fu teatro della costituzione dell'Assemblea dei Parlamentari di Madrid, in cui si scrisse lo Statuto di Autonomia.

## Caratteristiche

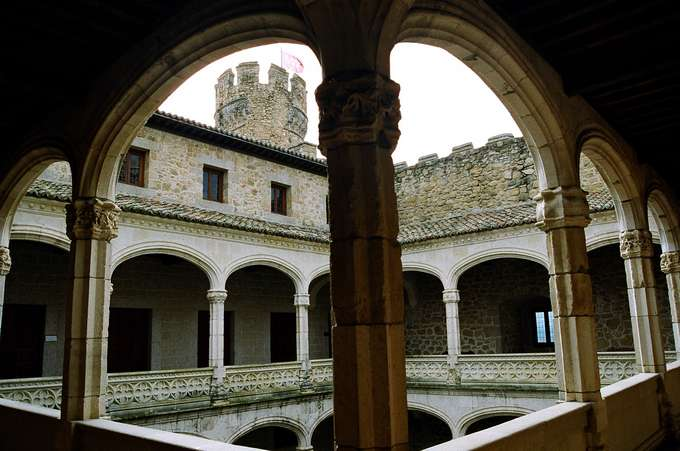
Patio interno porticato nell'interno del Castello dei Mendoza.

Il castello, di pianta quadrangolare, è costruito interamente in pietra di granito. Presenta quattro torri circolari. Nei vertici sono adornate da palle secondo il più puro stile isabellino. Risalta il dongione, di forma esagonale.
L'edificio è decorato da una terrazza, con piombatoie e merli. È costituito da un patio rettangolare porticato e da due gallerie sopra colonne ottagonali. La galleria gotica del primo piano è considerata la più bella dell'architettura militare spagnola. Sopra il cammino di ronda meridionale la galleria è di aspetto fiammeggiante sopra parapetti decorati a base di punta di diamante.
Tutto il castello è circondato da un barbacane, le cui feritoie hanno scolpito in bassorilievo la croce del santo Sepolcro di Gerusalemme, per via del titolo di cui godette Pedro González de Mendoza. Altri elementi difensivi dell'edificio sono le feritoie.
Il castello è disposto su sei livelli, oltre ad un sotterraneo: il pianterreno, il primo mezzanino, il piano nobile, il secondo mezzanino, la galleria alta e il sottotetto. La porta di accesso, compresa tra due pilastri, presenta un arco ribassato.